# Шетлих, Александр Вильгельмович
Шетлих, Александр Вильгельмович (иногда Шейтлих, Шедлих, пол. Aleksander Szetlich, 15 мая 1866, Варшава, Царство Польское, Российская Империя — 24 февраля 1940 (по другим данным в конце 1940-х), Москва, РСФСР, СССР) — польский и российский революционер, анархо-коммунист, анархист-безмотивник, синдикалист. Участник первой русской, Февральской и Октябрьской революции, Гражданской войны в России, писатель. Партийные псевдонимы: Олек, Макс, Михаил.

## Биография
Родился в семье ткача. Поляк. Окончил ремесленное училище. Работал сапожником.
С 1884 года был членом польской партии «Пролетариат». Слушал лекции Розы Люксембург. В 1891—1893 годы на партийной работе в городе Лодзь. Действовал совместно с Юлианом Мархлевским. В 1893 году арестован, отбыл два года под стражей и в 1895 году отправлен в восьмилетнею ссылку в Якутию под гласный надзор полиции. Ссылку отбывал в городе Вилюйске. В ссылке стал последователем Я-В. К. Махайского, с которым познакомился еще в 1895 году находясь в Бутырке. Возвращаясь из ссылки, в 1903 году принял участие в организации его побега из тюрьмы.
С 1904 года — в Одессе, член группы «Непримиримых». Арестован при ликвидации группы в 1904 году, освобожден за недостатком улик. Перешел на позиции анархо-коммунизма, работал в группах анархистов в Одессе. Первоначально вел пропагандистскую и агитационную работу. Осенью 1905 года вошел в состав боевой группы анархистов-безмотивников. Назывался в качестве возможных лиц, причастных к взрыву 17 декабря 1905 года в кафе М. Либмана. Арестован в Одессе в конце декабря 1905 по подозрению в терроризме, в 1909 году дело прекращено.
После 1909 года вернулся в Варшаву, руководил варшавской группой анархо-коммунистов «Интернационал», состоял в группе синдикалистов. В июле 1913 арестован. С началом Первой мировой войны был эвакуирован, некоторое время находился в городе Орёл.
В мае 1916 года был осужден Московской судебной палатой по части первой статьи 102 Уголовного Уложения на ссылку на поселение на три года. Наказание отбывал в Иркутской губернии, первоначально в Обусе, затем в Балаганске и Малышевке. В ссылке работал по профессии — сапожником.
Бежал из ссылки, с января 1917 года — в Томске, где принял участие в Февральской революции. Участник митингов и собраний рабочих и солдат в поддержку власти Советов, участвовал в организации отрядов Красной гвардии и комиссии по проверке лагеря военнопленных. Принимал участие в деятельности польской диаспоры (полонии). 5 марта 1917 г. был избран в состав Томского городского комитета представителями полонии Томска и поляков-беженцев. Организатор польской секции Томского губкома РКП(б). От имени секции выступал в томской газете «Знамя революции», поддержал разгон Сибирской областной думы.
После перехода Томска под контроль режима А. В. Колчака вел подпольную работу среди польского населения города и польских военнослужащих. Арестован 1 ноября 1918 года, освобожден соратниками по подпольной работе. После восстановления советской власти в Томске вернулся в работу польской секции РКП(б).
С января 1920 года, по решению ЦК РКП(б), отправлен на Западный фронт.
В 1923 году переехал в Москву. Проживал в Доме ветеранов революции. Член общества бывших политкаторжан и ссыльных и общества старых большевиков (членский билет № 233). Партийный стаж в ВКП(б) отсчитывался с 1884 года, что делало его в годы жизни одним из старейших большевиков по партийному стажу.
В 1932 году опубликовал на русском книгу о Мартине Каспржаке.

## Публикации
- Шетлих, А. В. Мартин Каспржак / Шетлих Александр Вильгельмович — Москва : Издательство Общества политкаторжан, 1932. — 60 с. — (Дешевая историко-революционная библиотека. Массовая серия).
- Шетлих, А. Памяти В. К. Махайского // Известия —  № 45  — 24 февраля 1926
- Szetlich A. Ze wspomnien o Kasprzaku / Aleksander Szetlich. — Moskwa : Trybuna, 1922. — 22 s. (на польском языке)